# Sjednocení (náboženský směr)
Hnutí Sjednocení je souhrnný pojem pro mnoho organizací zaštitující, podporující nebo vlastněná Církví sjednocení, či rodinnými příslušníky zakladatelů Církve sjednocení.

## Organizace
Ačkoli reverend Moon byl obecně známý jako náboženská postava, komentátoři zmínili jeho víru v doslovné království Boží na zemi, které má být přivedena lidským úsilím jako motivace pro jeho založení mnohočetných skupin, které nejsou striktně náboženské ve svých účelech. Moon nebyl přímo zapojen do řízení každodenních aktivit četných organizací, na které nepřímo dohlížel, ale všichni připisují inspiraci za svou prací jeho vedení a učení. Jiní uvedli, že jedním z účelů těchto sektářských organizací je usilovat o sociální úctu. Tyto organizace byly někdy označovány jako "přední skupiny", což byl výraz, který původně odkazoval na sovětské podporované organizace během studené války. ‎

## Vícestranné organizace

### CARP
Collegiate Association for the Research of Principles (CARP) je vysokoškolská organizace založená Munem a jeho následovníky v roce 1955, která podporuje mezikulturní, mezirasovou a mezinárodní spolupráci prostřednictvím světového pohledu na sjednocení. J. Isamu Yamamoto v Církvi sjednocení uvádí: "Carp byl někdy velmi jemný ohledně svého spojení s Církví sjednocení, nicméně spojení mezi nimi bylo vždy silné, protože účelem obou je šířit Munovuó učení." 

### Family Peace Association
Sdružení rodinných mírů, založené nejstarším žijícím synem Muna, Hyun Jin Moonem. Má poslání: "Osvítit lidstvo povznesením jejich duchovního vědomí prostřednictvím univerzálních zásad a hodnot zakořeněných v rodinách soustředěných na Boha." Jejími zakladateli jsou Hyun Jin Moon a Junsook Moon.

### Universal Peace Federation
Universal Peace Federation (UPF) je mezinárodní a mezináboženská organizace občanské společnosti, která byla založena v roce 2005 a která podporuje náboženskou svobodu. UPF je nezisková nevládní organizace, s obecně poradním statusem u Hospodářské a sociální rady Organizace spojených národů (ECOSOC). Dialogue and Alliance je časopis vydávaný z Tarrytownu v New Yorku. 

Pod stejným názvem je známé i samotné nové náboženské hnutí.

### Women's Federation for World Peace
Ženská federace pro světový mír byla založena v roce 1992 Hak Ja Hanem. Jeho deklarem je povzbudit ženy, aby aktivněji pracovaly na podpoře míru ve svých komunitách a větší společnosti. Má členy ve 143 zemích.
Han cestoval po světě a hovořil jménem WFWP na kongresech. V roce 1993 uspořádala WFWP konferenci v japonském Tokiu, na které byla hlavní řeční řeční řečí manželka bývalého amerického viceprezidenta Dana Quaylea Marilyn Tucker Quayleová, a v projevu na akci Han pozitivně hovořil o humanitární práci paní Quayleové.
V roce 1993 Han cestoval do 20 měst ve Spojených státech, kde propagoval WFWP, a také do 12 zemí. Na akci v Salt Lake City v Utahu řekla účastníkům: "Pokud se rodina nebude soustředila na Boží ideál lásky, dojde mezi členy této rodiny ke konfliktu. Bez Boží lásky jako absolutního středu se taková rodina nakonec rozpadne. Národ takových rodin také odmítne." Její projevy ve Spojených státech v roce 1993 se zaměřily na rostoucí násilí v USA a degradaci rodinné jednotky.
V roce 1995 vyvolala WFWP kontroverzi, když nepřímo přispěla 3,5 milionu dolarů na pomoc Univerzitě Svobody, která byla v té době ve finančních potížích. Informovala o tom americká média jako příklad užších vztahů mezi hnutím Sjednocení a konzervativními křesťanskými kongregacemi. Téhož roku vystoupil bývalý prezident Spojených států George H. W. Bush na několika setkáních WFWP v Japonsku a na související konferenci ve Washingtonu D.C.. Tam byl citován The New York Times, když řekl: "Kdybych jako prezident mohl udělat jednu věc, abych zemi pomohl více, bylo by to lépe najít způsob, jak buď tím, že budu mluvit, nebo zvýšením morálního standardu, posílit americkou rodinu."
Události v Japonsku vyvolaly protesty Japonců, kteří byli ostražití před neortodoxními náboženskými skupinami. Bushova mluvčí Jane Beckerová uvedla: "Byli jsme spokojeni s tím, že neexistuje spojení s Církví sjednocení, a na základě informací, které jsme dostali, jsme se cítili pohodlně, když jsme s touto skupinou hovořili." Bushova projevu v Tokiu se zúčastnilo 50 000 lidí. Tématem rozhovorů byly "rodinné hodnoty". [299] V půlhodinovém projevu Bush řekl, že "ve skutečnosti záleží na víře, rodině a přátelích". Bush také hovořil o důležitosti vztahů mezi Japonskem a Spojenými státy a o jeho významu pro světový mír. Han promluvil po Bushově projevu a chválil Moona, připsal mu uznání za úpadek komunismu a řekl, že musí zachránit Ameriku před "zničením rodiny a morálním úpadkem".
V roce 1999 WFWP sponzorovala konferenci v Malajsii, na níž náboženští a vládní představitelé hovořili o potřebě posílit vzdělávání a podporu rodin, jakož i o potřebě míru a porozumění mezi etnickými a rasovými skupinami v národech. V roce 2009 spolu s hnutím Sjednocení, přidruženou organizací Všeobecná mírová federace a vládou Tchaj-wanu, spolufinancoval konferenci v Tchaj-peji, která vyzvala Tchaj-wan k větší účasti na světových záležitostech nezávislých na Čínské lidové republice. Na akci promluvila tchajwanská prezidentka Ma Ying-jeou. WFWP se také aktivně zasažovala o sponzorování různých místních charitativních a komunitních akcí.

### Service for Peace
Service For Peace (SFP) je nezisková organizace založená v roce 2002 společností Sun Myung Moon, aby poskytla příležitosti mladým lidem, kteří chtějí zlepšit sebe a své komunity. Od dubna 2007 organizace založila pobočky v Severní Americe, Střední Americe, Karibiku, Evropě, Asii, Africe a Oceánii. SFP je aktivní v komunitách a po celé zemi. Vysoké školy naverboval sbor Service for Peace Campus Corps, aby prospěl svým kolegům i komunitám kolem nich. Některé kapitoly SFP mají menší iniciativy navržené tak, aby vyhovovaly místním potřebám. V USA program Service For Peace's Backpack Angel podporuje studenty po celém Kentucky tím, že poskytuje batohy a školní potřeby dětem v potravinách.

### International Conference on the Unity of the Sciences
Mezinárodní konference o jednotě věd (ICUS) je série konferencí, které dříve sponzorovala Mezinárodní kulturní nadace a od roku 2017 Mezinárodní nadace Hyo Jeong o jednotě věd (HJIFUS). První konference, která se konala v roce 1972, měla 20 účastníků; zatímco největší konference v jihokorejském Soulu v roce 1982 měla 808 účastníků z více než 100 zemí.
Mezi účastníky jedné nebo více konferencí byli nositelé Nobelovy ceny John Eccles (Fyziologie nebo medicína 1963, který v roce 1976 předsedal konferenci, Eugene Wigner (Fyzika 1963), ekonom a politický filozof Friedrich Hayek, ekolog Kenneth Mellanby, Frederick Seitz, průkopník fyziky pevných látek, Ninian Smart, prezident Americké akademie náboženství, a holokaust teolog Richard Rubenstein.
Moon věřil, že náboženství samo o sobě nemůže zachránit svět, a jeho zvláštní víra v důležitost jednoty vědy a náboženství byla údajně motivací k založení ICUS. [108] Americká média naznačila, že konference byly také pokusem o zlepšení veřejného obrazu často kontroverzního hnutí Sjednocení.
Poslední dva ročníky konference se zaměřily na otázky životního prostředí, jako je stoupající hladina moří a teplota vody, nedostatek potravin, obnovitelná energie a nakládání s odpady. Tématem v roce 2017 na ICUS XXIII byla "Environmentální krize Země a role vědy", s podobným tématem, které následovalo na ICUS XXIV, v roce 2018: "Vědecká řešení environmentálních výzev Země.".

## Mezináboženské organizace
Shromáždění světových náboženství bylo založeno Munem. První shromáždění se konalo od 15. do 21. listopadu 1985 v MacAfee v New Jersey. Druhý byl od 15. do 21. srpna 1990 v San Franciscu. Mezináboženská federace pro světový mír, Konference o vedení amerických duchovních (ACLC), Mírová iniciativa na Blízkém východě sponzoruje projekty na podporu míru a porozumění, včetně návštěv mezinárodních křesťanů v Izraeli a Palestině a dialogů mezi členy izraelského Knesetu a Palestinské legislativní rady.

## Vzdělávací organizace
Cheongshim Graduate School of Theology
CheongShim International Academy International Educational Foundation.
New World Encyclopedia – internetová encyklopedie, která částečně vybírá a přepisuje některé články wikipedie prostřednictvím zaměření na hodnoty sjednocení. Jeho "cílem je organizovat a prezentovat lidské poznání způsobem, který je v souladu s našimi přirozenými účely" a "podporovat poznání, které vede ke štěstí, pohodě a světovému míru".
Paragon House, knižní nakladatelství.
Světová mírová akademie profesorů byla založena v roce 1973 Munem, který prohlásil, že skupina má v úmyslu "přispět k řešení naléhavých problémů, kterým čelí naše moderní civilizace, a pomoci vyřešit kulturní propast mezi Východem a Západem". PWPA má nyní pobočky ve více než stovce zemí.
Sun Hwa Arts School Sun Moon University
Sun Myung Moon Institute
High School of the Pacific v Kealakekua, Havaj
Teologický seminář sjednocení (UTS) je hlavním seminářem mezinárodního hnutí sjednocení. Nachází se v Barrytownu v New Yorku a má extension centrum v centru Manhattanu. Jeho účel byl popsán jako výcvik vedoucích a teologů v rámci hnutí. První třídy semináře byly nabízeny v září 1975. Regionální akreditace instituce Komisí pro vysoké školství, která byla poprvé udělena v roce 1996, byla znovu potvrzena v roce 2016. Zatímco většina studentů UTS byla členy Církve sjednocení, rostoucí počet pochází z různých církví a náboženství. Profesoři semináře pocházejí z široké škály náboženství, včetně rabína, šejka, metodistického ministra, presbyteriána a římskokatolického kněze. V roce 2003 měl seminář asi 120 studentů z celého světa, většina z nich pochází z Jižní Koreje a Japonska, které mají velké množství členů Církve sjednocení.
Blessed Teens Academy – Greeley, Colorado
New Hope Academy – Landover Hills, Maryland, USA. "Přestože Akademii Nové naděje založili v roce 1990 členové hnutí Sjednocení, není to sektářská škola. Žádné nauky se neučí; ve skutečnosti nejsou nabízeny žádné třídy náboženství. Ranní bohoslužby jsou však povinné, během bohoslužb se konají diskuse o náboženských doktrínách, hymnech a skupinových modlitbách. Věříme, že úkolem rodičů – s podporou jejich církve, chrámu nebo mešity – je předat svou osobní víru svému dítěti."
WUF - Světová univerzitní federace Několik skupin spojených s UC pracuje na podpoře sexuální abstinence až do svatby a věrnosti manželství a na prevenci vykořisťování dětí; starají se také o oběti thajského obchodu se sexem. V roce 1996 shromáždili členové Církve sjednocení 3 500 podpisů v kampani proti pornografii.

## Umělecké organizace
Kirovova baletní akademie, taneční škola ve Washingtonu DC.
Korejská kulturní nadace Little Angels Children's Folk Ballet of Korea: The Little Angels Children's Folk Ballet of Korea je taneční soubor založený v roce 1962 Moonem a dalšími členy UC, aby světu promítl pozitivní obraz Jižní Koreje. V roce 1973 vystupovali v sídle Organizace spojených národů v New Yorku. Tance skupiny jsou založeny na korejských legendách a regionálních tancích a jejich kostýmech na tradičních korejských stylech. Manhattan Center, Divadelní a nahrávací studio v New Yorku. Newyorská symfonie One Way Productions, filmová produkční společnost. Universal Ballet, založený v Jižní Koreji v roce 1984, je jednou ze čtyř profesionálních baletních společností v Jižní Koreji. Společnost provádí repertoár, který zahrnuje mnoho celovečerních klasických příběhových baletů, spolu s kratšími soudobými díly a originálními celovečerními korejskými balety vytvořenými speciálně pro společnost. Podporují ji členové UC s Moonovou snachou Julií Moonovou, která byla až do roku 2001 primabalerínou společnosti a nyní působí jako generální ředitelka.

## Sportovní organizace
Centro Esportivo Nova Esperança, Clube Atlético Sorocaba, brazilské fotbalové týmy. Federace bojových umění pro světový mír, Mírový pohár, Mezinárodní fotbalový (fotbalový) turnaj. Seongnam Ilhwa Chunma, jihokorejský fotbalový tým. Sunmoon Peace Football Foundation založená UC v roce 2003 sponzoruje Peace Cup, pozvánku na předsezónní přátelský fotbalový turnaj pro klubové týmy, který se v současné době koná každé dva roky. Soutěží o něj osm klubů z několika kontinentů, i když v roce 2009 se ho zúčastnilo 12 týmů. První tři soutěže se konaly v Jižní Koreji a v roce 2009 se v Madridu a Andalusii ve Španělsku konal Mírový pohár Andalusie. V roce 1989 založil jihokorejský fotbalový tým Seongnam FC. Lyžařské středisko Yeongpyeong, které hostilo zimní olympijské hry 2018.

## Politické organizace
Freedom Leadership Foundation, protikomunistické organizace ve Spojených státech působící v 60., 70. a 80. letech. Peace United Family Party, jihokorejská politická strana založená Sun Myung Moon, jedním z hlavních cílů je znovusjednocení Koreje. Mezinárodní asociace poslanců pro mír (IAPP) pracuje na podpoře míru a porozumění mezi potenciálně nepřátelskými národy. TheConservatives.com, bývalý politický web ve spolupráci s Heritage Foundation. Summitová rada pro světový mír je mezinárodní skupina, která se aktivně zasažuje o sjednocení Severní a Jižní Koreje. Koalice pro svobodný svět, protisovětská skupina působící v 80. letech. Washington Institute for Values in Public Policy. CAUSA International je protikomunistické vzdělávací organizace vytvořené v New Yorku v roce 1980 členy hnutí Sjednocení. V 80. letech byla aktivní ve 21 zemích. Ve Spojených státech sponzorovala vzdělávací konference pro evangelické a fundamentalistické křesťanské vůdce a také semináře a konference pro zaměstnance Senátu, Hispánce a konzervativní aktivisty. V roce 1986 produkovala protikomunistický dokumentární film Nikaragua byl náš domov. Mezinárodní koalice pro náboženskou svobodu je aktivistická organizace se sídlem ve Virginii ve Spojených státech amerických. Jejím prezidentem je Dan Fefferman, který zastával několik vedoucích pozic v rámci Církve sjednocení Spojených států. Společnost byla založena v 80. Mezinárodní federace pro vítězství nad komunismem Korejská kulturní a svobodná nadace, nezisková organizace, která v 70. letech uspořádala ve Spojených státech veřejnou diplomacii pro Jižní Koreu. Když byla založena v roce 1964, bývalí američtí prezidenti Harry S. Truman a Dwight D. Eisenhower byli jmenováni čestnými prezidenty a bývalý viceprezident Richard Nixon (tehdy praktikující právo obchodních společností) byl jmenován ředitelem. Národní výbor proti náboženskému fanatismu a rasismu, Národní modlitební a rychlý výbor, který podporoval prezidenta Richarda Nixona během skandálu Watergate. Rádio Svobodná Asie.

## Byznys
Členové hnutí Sjednocení vlastní řadu podniků v různých zemích. Ve východní Evropě misionáři hnutí Sjednocení využívají obchodních vazeb církve k získání nových konvertitů. David Bromley, sociolog z Virginské commonwealthské univerzity, řekl: "Firemní sekce je chápána jako motor, který financuje poslání církve. Majetková základna je poměrně značná. Ale pokud byste to přirovnali k církvi LDS nebo katolické církvi nebo jiným církvím, které mají masivní pozemky, nevypadá to v globálním měřítku jako masivní operace."

### Automobilky
Pyeonghwa Motors je výrobce automobilů se sídlem v Soulu (Jižní Korea) a vlastněný hnutím. Je zapojena do společného podniku se severokorejskou Ryonbong General Corp. Společný podnik vyrábí dvě malá auta na základě licence od Fiatu a pick-up a SUV s kompletními knokauty od čínského výrobce Dandong Shuguang. Pchjonghwa má výhradní práva na výrobu, nákup a prodej ojetých automobilů v Severní Koreji. Většina Severokorejců si však nemůže dovolit auto. Vzhledem k velmi malému trhu s automobily v zemi je produkce Pchjonghwy údajně velmi nízká. V roce 2003 bylo vyrobeno pouze 314 automobilů, přestože továrna měla zařízení na výrobu až 10 000 automobilů ročně. Erik van Ingen Schenau, autor knihy Automobily vyrobené v Severní Koreji, odhadl celkovou výrobu společnosti v roce 2005 na ne více než 400 kusů.

### Zdravotní péče
Cheongshimova nemocnice, korejská nemocnice. Ilhwa Company, jihokorejský výrobce ženšenu a příbuzných produktů. Isšin Hospital, Církev sponzorovala nemocnici v Japonsku, která praktikuje moderní i tradiční asijskou medicínu.

### Výrobní sektor
V Jižní Koreji byla skupina Tongil založena v roce 1963 společností Sun Myung Moon jako nezisková organizace, která by hnutí poskytovala příjmy. Jeho hlavním zaměřením byla výroba, ale v 70. a 80. letech se rozšířila založením nebo akvizicí podniků ve farmacii, cestovním ruchu a vydavatelství. V 90. letech trpěla skupina Tongil v důsledku asijské finanční krize v roce 1997. V roce 2004 ztrácela peníze a měla dluh 3,6 miliardy dolarů. V roce 2005 byl syn Sun Myung Moon, Kook-jin Moon, jmenován předsedou Tongil Group. Mezi hlavní podíly skupiny Tongil patří: společnost Ilwha, která vyrábí ženšen a související produkty; Ilshin Stone, stavební materiály; a Tongil Heavy Industries, strojní díly včetně hardwaru pro jihokorejskou armádu. Tongil Group financuje Nadaci Tongil, která podporuje projekty hnutí Sjednocení, včetně škol a Dětského lidového baletu malých andělů v Koreji.

### Námořní
Master Marine , loďařská a rybářská společnost v Alabamě; Mezinárodní mořské plody z Kodiaku na Aljašce; a True World Foods, která provozuje hlavní část obchodu se sushi v USA. V roce 2011 master marine otevřel továrnu v Las Vegas v Nevadě, aby vyrobil 27 stop dlouhý rekreační člun navržený společností Muna.

### Média
News World Communications je mezinárodní mediální korporace. Byla založena v New Yorku v roce 1976 společností Sun Myung Moon. Jeho první dva noviny, The News World (později přejmenované na New York City Tribune) a noticias del Mundo ve španělském jazyce, byly publikovány v New Yorku od roku 1976 do počátku 90. let. V roce 1982 the New York Times popsaly News World jako "novinovou jednotku Církve sjednocení". Syn reverenda Moona Hyun Jin Moon je jeho předsedou představenstva. News World Communications vlastní United Press International, The World and I, Tiempos del Mundo (Latinská Amerika), Segye Ilbo (Jižní Korea), Sekai Nippo (Japonsko), Zambezi Times (Jihoafrická republika), The Middle East Times (Egypt). Až do roku 2008 publikovala washingtonský D.C. Až do roku 2010 vlastnila Washington Times. 2. listopadu 2010 sun myung moon a skupina bývalých redaktorů Timesů koupili noviny od News World.
Televizní kabelová televizní síť AmericanLife, dříve vlastněná hnutím Sjednocení.

### Nemovitosti
V 70. letech začala Církev sjednocení Spojených států investovat velké nemovitosti. Církevní budovy byly zakoupeny po celé zemi. Ve státě New York byly zakoupeny belvederské panství, teologický seminář sjednocení a hotel New Yorker. Mezinárodní sídlo církve bylo založeno v New Yorku. Ve Washingtonu D.C. kostel koupil kostelní budovu od Církve Ježíše Krista Svatých posledních dnů a v Seattlu historické sídlo Rollanda Dennyho za 175 000 dolarů v roce 1977. V roce 1991 Donald Trump kritizoval investice do nemovitostí v Kostele sjednocení jako možné narušení komunit. V prosinci 1994 investovala Církev sjednocení v Uruguayi 150 milionů dolarů. Členové vlastní největší hotel v zemi, jednu z předních bank, druhé největší noviny a dvě největší tiskárny. V roce 2008 bylo v Richmondu ve Virginii aktivní partnerství pro investice do nemovitostí USP Rockets LLC. V roce 2011 prodala společnost Sheraton National Hotel související s církví National Hospitality Corporation. U.S. Property Development Corporation, investice do nemovitostí[414] Yongpyong Resort, který hostil závody alpského lyžování pro zimní olympijské hry a paralympiádu v roce 2018.

### Nevládní organizace spojené s OSN
Od roku 2000 moon podporuje vytvoření mezináboženské rady v Organizaci spojených národů jako kontrolu a rovnováhu své politické struktury. Od té doby hostili saúdskoarabský král Abdalláh a španělský král Juan Carlos I. oficiálně program na podporu návrhu. Munova Všeobecná mírová federace má zvláštní poradní status u Hospodářské a sociální rady ORGANIZACE SPOJENÝCH NÁRODŮ a je členem Komise OSN pro udržitelný rozvoj člen Odboru OSN pro palestinská práva, člen Rady OSN pro lidská práva, člen Unhrc, člen odboru hospodářství a sociálních věcí OSN a Hospodářské a sociální komise OSN pro Asii a Tichomoří. Tři z Munových nevládních organizací (NGO) – Všeobecná mírová federace, Federace žen pro světový mír a služba míru – jsou v poradním postavení u Hospodářské a sociální rady ORGANIZACE SPOJENÝCH NÁRODŮ.

### Other organizations
International Relief Friendship Foundation (IRFF). Dětské centrum Joshua House v Georgetownu v Guyaně pomáhá dětem bez domova a viktimizovaným dětem. Korejský výbor pro památník 60. výročí války. Národní výbor proti náboženskému fanatismu a rasismu. Projekt Nové naděje east garden, zemědělský projekt v Brazílii. Ocean Church, Summit Council for World Peace, Tongil Foundation, World Media Association, sponzoruje výlety amerických novinářů do asijských zemí.

### Organizace podporované členy hnutí Sjednocení
Americká konference o náboženských hnutích, rockvillská skupina se sídlem v Marylandu, která bojuje proti diskriminaci nových náboženství. Skupina je financována Scientologickou církví, organizací Hare Krišna, stejně jako sjednoceními, kteří jí dávají 3000 dolarů měsíčně. Americká koalice svobody (AFC), skupina, která se snaží sjednotit americké konzervativce na státní úrovni, aby pracovali na společných cílech. Koalice, i když je nezávislá, získává podporu hnutí Sjednocení. American Freedom Journal byla publikace AFC publikovaná reverendem Robertem Grantem. Časopis byl zahájen v roce 1988 a pozastaveno publikování někdy před rokem 1994. Mezi přispěvatele patřili Pat Buchanan, Ed Meese, Ben Wattenberg a Jeane Kirkpatrick. Christian Heritage Foundation, soukromá nezávislá charitativní nadace se sídlem ve Virginii, která distribuuje Bible a křesťanskou literaturu komunistickým národům a národům třetího světa. V roce 1995 jí dala 3,5 milionu dolarů Ženská federace pro světový mír. Empowerment Network, pro-věřící politická akční skupina podporovaná senátorem Spojených států Joem Liebermanem. Nadace pro náboženskou svobodu (také známá jako New Cult Awareness Network.), organizace přidružená k Scientologické církvi, která uvádí svůj účel jako "vzdělávání veřejnosti o náboženských právech, svobodách a odpovědnostech". Prezidentská knihovna George Bushe. V červnu 2006 Houston Chronicle informoval, že v roce 2004 moonská Nadace Washington Times darovala 1 milion dolarů prezidentské knihovně George Bushe. Univerzita Svobody. Sun Myung Moon a jeho žena Hak Ja Han pomohli finančně stabilizovat univerzitu prostřednictvím dvou organizací: News World Communications, která poskytla univerzitě půjčku ve výši 400 000 dolarů s 6% úrokem; a Ženská federace pro světový mír, která nepřímo přispěla 3,5 milionu dolarů na dluh školy. Ženatý kněz nyní!, je skupina obhájců vedená arcibiskupem Emmanuelem Milingem, který byl sám ženatý s Moonem. MPN je liberální katolická organizace vyzývající k uvolnění pravidel týkajících se manželství v katolickém kněžství Latinského rituálu. Million Family March, 2000 shromáždění ve Washingtonu, D.C. sponzorováno FFWPU a Národem islámu. Národní konzervativní politický akční výbor (NCPAC) dostal od CAUSA International 500 000 dolarů na financování antikomunismistické lobbistické kampaně. Univerzita Bridgeport v Bridgeportu v Connecticutu. V roce 1992, po nejdelší stávce fakulty v akademických dějinách Spojených států, se Bridgeportská univerzita dohodla na dohodě s Professors World Peace Academy, podle které bude univerzita dotována PWPA výměnou za kontrolu nad univerzitou. Původní dohoda byla na 50 milionů dolarů a většina členů představenstva měla být členy PWPA. Příštím prezidentem Bridgeportské univerzity byl prezident PWPA a teolog holocaustu Richard L. Rubenstein (1995 až 1999) a následně bývalý prezident HSA-UWC Neil Albert Salonen (2000–2018). Světová asociace nevládních organizací (WANGO)